# Італійська Серія A 1947–1948
Сезон 1947-48 Серії A — футбольне змагання у найвищому дивізіоні чемпіонату Італії, 17-й турнір з моменту започаткування Серії A. Участь у змаганні брала 21 команда, що є рекордною кількістю учасників в історії вищого дивізіону чемпіонату Італії. За результатами сезону 4 найгірші команди полишили елітний дивізіон.
Переможцем сезону став клуб «Торіно», для якого ця перемога у чемпіонаті стала п'ятою в історії та четвертою поспіль (враховуючи лише змагання, офіційно визнані футбольною федерацією).
| Чемпіон Італії 1947/48 |
| ---------------------- |
| «Торіно» 5-й титул     |

## Команди-учасниці
Участь у турнірі брала 21 команда:

## Підсумкова турнірна таблиця
|                  |     | Турнірна таблиця 1947-1948 | О  | І  | В  | Н  | П  | М+  | М- |
| ---------------- | --- | -------------------------- | -- | -- | -- | -- | -- | --- | -- |
| Чемпіон Італії   | 1.  | «Торіно»                   | 65 | 40 | 29 | 7  | 4  | 125 | 33 |
|                  | 2.  | «Мілан»                    | 49 | 40 | 21 | 7  | 12 | 76  | 48 |
|                  | 2.  | «Ювентус»                  | 49 | 40 | 19 | 11 | 10 | 74  | 48 |
|                  | 2.  | «Трієстина»                | 49 | 40 | 17 | 15 | 8  | 51  | 42 |
|                  | 5.  | «Аталанта»                 | 44 | 40 | 16 | 12 | 12 | 48  | 41 |
|                  | 5.  | «Модена»                   | 44 | 40 | 16 | 12 | 12 | 45  | 40 |
|                  | 7.  | «Фіорентина»               | 41 | 40 | 18 | 5  | 17 | 49  | 55 |
|                  | 8.  | «Про Патрія»               | 40 | 40 | 17 | 6  | 17 | 65  | 66 |
|                  | 8.  | «Болонья»                  | 40 | 40 | 14 | 12 | 14 | 51  | 52 |
|                  | 10. | «Лаціо»                    | 39 | 40 | 13 | 13 | 14 | 54  | 55 |
|                  | 11. | «Барі»                     | 38 | 40 | 14 | 10 | 16 | 38  | 60 |
|                  | 12. | «Інтернаціонале»           | 37 | 40 | 16 | 5  | 19 | 67  | 60 |
|                  | 12. | «Дженоа»                   | 37 | 40 | 15 | 7  | 18 | 68  | 65 |
|                  | 14. | «Сампдорія»                | 36 | 40 | 13 | 10 | 17 | 68  | 63 |
|                  | 14. | «Ліворно»                  | 36 | 40 | 11 | 14 | 15 | 45  | 62 |
|                  | 14. | «Луккезе-Лібертас»         | 36 | 40 | 12 | 12 | 16 | 46  | 82 |
|                  | 17. | «Рома»                     | 35 | 40 | 13 | 9  | 18 | 54  | 69 |
| Вибув до Серії B | 18. | «Салернітана»              | 34 | 40 | 13 | 8  | 19 | 46  | 63 |
| Вибув до Серії B | 19. | «Алессандрія»              | 31 | 40 | 11 | 9  | 20 | 49  | 75 |
| Вибув до Серії B | 20. | «Віченца»                  | 26 | 40 | 10 | 6  | 24 | 31  | 75 |
| Вибув до Серії B | 21. | «Наполі»                   | 34 | 40 | 12 | 10 | 18 | 50  | 46 |

## Найкращі бомбардири
Найкращим бомбардиром сезону 1947-48 Серії A став гравець клубу «Ювентус» Джамп'єро Боніперті, який відзначився 27 забитими голами.
|     | Гравець              | Команда            | Громадянство    | Голів | (пенальті) |
| --- | -------------------- | ------------------ | --------------- | ----- | ---------- |
| 1°  | Джамп'єро Боніперті  | «Ювентус»          | Італія          | 27    | -          |
| 2°  | Валентіно Маццола    | «Торіно»           | Італія          | 25    | -          |
| 3°  | Гульєльмо Габетто    | «Торіно»           | Італія          | 23    | -          |
| 4°  | Адріано Бассетто     | «Сампдорія»        | Італія          | 21    | -          |
| 5°  | Амадео Амадеї        | «Рома»             | Італія          | 19    | 1          |
|     | Уго Конті            | «Луккезе-Лібертас» | Італія          | 19    | 2          |
| 7°  | Ріккардо Далла Торре | «Дженоа»           | Італія          | 18    | 1          |
|     | Франческо Перніго    | «Модена»           | Італія          | 18    | 4          |
|     | Анджело Турконі      | «Про Патрія»       | Італія          | 18    | -          |
| 10° | Романо Пенцо         | «Лаціо»            | Італія          | 17    | -          |
|     | Етторе Пурічеллі     | «Мілан»            | Уругвай/ Італія | 17    | -          |

По завершенні сезону, до десятки найвлучніших голеадорів ліги входять: Джузеппе Меацца (216), Сільвіо Піола (204), Гульєльмо Габетто (157), Карло Регуццоні (155), Феліче Борель (131), Етторе Пурічеллі (117), Джованні Феррарі (112), Анджело Ск'явіо (109), Альдо Боффі (109), Антоніо Вояк (106).

## Склад чемпіонів
| Основний склад                                                                                                 | Проведені матчі (голи) |
| --- | ---------------------- |
| Бачігалупо Балларін Рігамонті Тома Грецар Кастільяно Лоїк Маццола Менті Оссола Габетто                         |                        |
| Валеріо Бачігалупо (40, 33п)                                                                                   |                        |
| Альдо Балларін (39, 1)                                                                                         |                        |
| Маріо Рігамонті (39)                                                                                           |                        |
| Сауро Тома (24)                                                                                                |                        |
| Джузеппе Грецар (33, 5)                                                                                        |                        |
| Еусебіо Кастільяно (29, 7)                                                                                     |                        |
| Еціо Лоїк (33, 16)                                                                                             |                        |
| Валентіно Маццола (37, 25)                                                                                     |                        |
| Франко Оссола (17, 9)                                                                                          |                        |
| Ромео Менті (38, 16)                                                                                           |                        |
| Гульєльмо Габетто (36, 23)                                                                                     |                        |
| Інші гравці: Даніло Мартеллі (27, 9), Вірджиліо Марозо (17, 1), П'єтро Ферраріс (16, 3), Йожеф Фабіан (15, 9). |                        |